# Krvna skupina
Krvna skupina je oznaka za klasifikacijo krvi na osnovi prisotnosti antigenov na površini rdečih krvničk. Antigeni so kemijsko gledano beljakovine, ogljikovi hidrati, glikoproteini ali glikolipidi. V rdečih krvničkah in v krvnem serumu so določene, specifično delujoče snovi, ki lahko vplivajo na skepljanje (aglutinacijo) tujih rdečih krvničk. Predpogoj za aglutinacijo so specifični antigeni (aglutinogeni rdečih krvničk) in protitelesa (aglutinini v serumu). Danes poznamo pri človeku mnoge take antigene, ki jih imenujemo krvni faktorji. Ti se dedujejo in določajo lastnosti krvi posameznika. Po podobnosti so med seboj združeni v sisteme krvnih skupin. Najbolj znana sistema krvnih skupin sta sistema AB0 in Rezus faktor. V sistemu AB0 so krvne skupine A, B, AB, in 0 z aglutinogenoma A in B ter aglutininoma anti-A (ali α) in anti-B (ali β). Te 4 krvne skupine in njihove podskupine razlikujemo po vsebnosti in lastnostih aglutinogenov (po katerih jih tudi poimenujemo) in aglutininov: Skupina A vsebuje A in anti-B, Skupina B vsebuje B in anti-A, skupina AB vsebuje samo A in B in je brez aglutinina, skupina 0 pa nima aglutinogena, ima pa anti-A in anti-B.
Vsakemu aglutinogenu ustreza en aglutinin. Če prideta v stik ustrezna (komplementarna) aglutinogen in aglutinin, npr. rdeče krvničke skupine A s serumum anti-A skupine B, se rdeče krvničke hitro skepijo (aglutinirajo).Pri transfuziji krvi je življenjsko pomembno, da vemo, katere krvne skupine med seboj aglutinirajo in katere ne. Pred vsako transfuzijo ugotovijo krvno skupino in naredijo tudi navzkrižni test prejemnikove krvi. Nekoč so menili, da so ljudje s krvno skupino 0 univerzalni darovalci krvi, tisti s krvno skupino AB pa univerzalni prejemniki krvi. Danes uporabljamo samo kri iste krvne skupine.

## Razširjenost krvnih skupin
| Krvna skupina | pogostost v svetu | pogostost v Evropi | pogostost v Sloveniji |
| ------------- | ----------------- | ------------------ | --------------------- |
| 0+            | 23 %              | 38 %               | 31 %                  |
| A+            | 34 %              | 34 %               | 33 %                  |
| B+            | 9 %               | 9 %                | 12 %                  |
| 0−            | 7 %               | 7 %                | 7 %                   |
| A−            | 6 %               | 6 %                | 7 %                   |
| AB+           | 3 %               | 3 %                | 6 %                   |
| B−            | 2 %               | 2 %                | 3 %                   |
| AB−           | 1 %               | 1 %                | 1 %                   |

## Kompatibilnost krvnih skupin
Če dobi prejemnik krvi kri z antigeni, ki jih sicer njegove lastne celice ne posedujejo, jih njegov imunski sistem prepozna kot tujke in pride do imunske reakcije ter posledično do zlepljenja rdečih krvničk.
Ker osebe s krvno skupino 0- ne posedujejo nobenih antigenov (ne A, ne B in ne Rhesus D) na eritrocitih, veljajo za univerzalne krvodajalce, saj lahko njihovo kri prejmejo ljudje vseh krvnih skupin.
| Prejemnik | Darovalec | Darovalec | Darovalec | Darovalec | Darovalec | Darovalec | Darovalec | Darovalec |
|           | 0-        | 0+        | A-        | A+        | B-        | B+        | AB-       | AB+       |
| --------- | --------- | --------- | --------- | --------- | --------- | --------- | --------- | --------- |
| 0-        | x         |           |           |           |           |           |           |           |
| 0+        | x         | x         |           |           |           |           |           |           |
| A-        | x         |           | x         |           |           |           |           |           |
| A+        | x         | x         | x         | x         |           |           |           |           |
| B-        | x         |           |           |           | x         |           |           |           |
| B+        | x         | x         |           |           | x         | x         |           |           |
| AB-       | x         |           | x         |           | x         |           | x         |           |
| AB+       | x         | x         | x         | x         | x         | x         | x         | x         |

1. ↑  Samo Kreft; Sonja Krapež: Spoznajmo gene in dedovanje : biologija za gimnazije 1. Ljubljana : Modrijan, 2011. str. 54.